# Тенёта (конкурс)

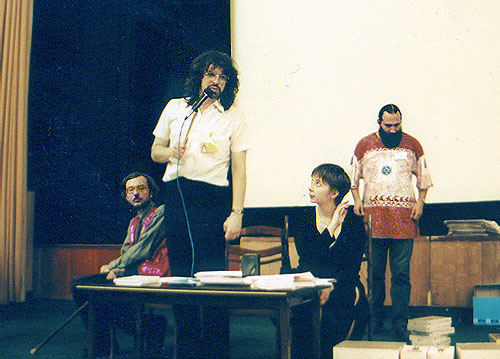
Вадим Гущин, Дмитрий Кузьмин, Настик Грызунова и Баян Ширянов на церемонии награждения 1998 года

«Тенёта» (также «Арт-Тенёта», «Тенёта-Ринет», первоначальное название Best Russian On-Line Literature) — старейший литературный конкурс в Рунете. Проводился с 1994 по 2002 год, в жюри участвовали известные советские литераторы Александр Житинский и Борис Стругацкий. Конкурс сыграл важную роль в становлении литературы в Рунете и в популяризации Интернета в России. 
Впервые организован в 1994 году. Согласно книге Н. Конрадовой «Археология русского интернета», стимулом к возникновению конкурса было большое количество литературных произведений, которые пользователи тогдашних компьютерных сетей присылали в ньюзгруппы Юзнета soc.culture.soviet и soc.culture.russian.
Среди организаторов «Тенёт» — Александр Житинский, Леонид Делицын, Алексей Андреев, Роман Лейбов, Антон Носик и другие. Леонид Делицын вспоминает, как для него было найдено название: 

Над названием конкурса две недели ломали голову десять его основателей и несколько сочувствующих. В конце концов «отцы» начали целенаправленно искать синоним к слову «Сеть» и набрели на «Тенёта». Слово настолько архаичное, что возникли сомнения, «Тенёта» — его единственное число или множественное, как правильно это слово произносить и писать, на какую букву ставить ударение, единственное это число или множественное. Я… взял несколько словарей и обнаружил, что «теніта» (множественное число, ударение на вторую гласную) — это сети, силки для ловли зверей и птиц. «Тенета́» (с ударением на последнюю гласную) — это «осенняя паутина, летающая по воздуху». Отцы остановились на первом варианте.
В число членов жюри конкурса входили на разных этапах Борис Стругацкий, Александр Кушнер, Виктор Кривулин, Валерий Попов. Среди участников первого конкурса были Бахыт Кенжеев и Дмитрий Пригов, а победу в конкурсе 1997 года в номинации «Повести и романы» одержал роман тогда ещё никому не известного Баяна Ширянова «Низший пилотаж». В сентябре 1998 года в церемонии награждения конкурса принимал участие Сергей Кириенко, с апреля по август этого же года возглавлявший Правительство России.
Число участников конкурса выросло за время его существования от 20 работ в шести номинациях в 1994 году до 1113 работ в 27 номинациях в 2000 году. Последний раз был проведён в 2002 году, прекращён в связи со слишком большим количеством конкурсного материала.
Писатель и теоретик сетевой литературы Алексей Караковский высоко оценивает как уровень организации конкурса, так и его место в истории русской сетевой литературы: 

История рулинета как культурного явления, как это часто случалось прежде в Сети, начинается с деятельности всего лишь одного энтузиаста — предпринимателя Леонида Делицына… литературный конкурс «Тенёта», проводящийся с 1996 года, сумел не только объединить большинство интернет-ресурсов, посвящённых литературе, но и привлечь к работе конкурса и реальную литературу. Заслуги Делицына трудно переоценить: профессиональная, грамотная работа «Тенёты» остаётся непревзойдённой, и вряд ли хотя бы один проект может с ней соперничать.— Алексей Караковский, «История и практика сетевой литературы»
Сам термин «Рулинет» (русский литературный Интернет), наиболее распространённый в качестве названия литературного сектора Интернета на русском языке, был впервые предложен в 1999 году в гостевой книге «Тенёт».